# Arusha
Arusha är en stad i nordöstra Tanzania, och är en av de största och viktigaste städerna i landet. Staden är administrativ huvudort för regionen Arusha, och den Östafrikanska gemenskapen har sitt huvudkvarter i staden. Arusha är utgångspunkt för safariresor i de klassiska parkerna Serengeti, Ngorongoro med flera. En av stammarna som finns i Arushaområdet är shaggafolket. Staden är belägen vid foten av Mount Meru, Tanzanias näst högsta berg, och endast några mil nordost om detta ligger Afrikas högsta berg, Kilimanjaro.
Internationella Rwandatribunalen har sitt säte i Arusha.

## Stad och distrikt
Arusha är ett av regionens fem distrikt, wilaya, och har en beräknad folkmängd på 352 208 invånare år 2009 på en yta av 108,46 km². Distriktet är indelat i sjutton mindre administrativa enheter, shehia, varav femton är klassificerade som urbana, en som blandat urban och landsbygd samt en helt och hållet som landsbygd. Arushas centralort hade 270 485 invånare vid folkräkningen 2002 och täcker en yta av ungefär 70 km².
Arushas sammanhängande storstadsområde omfattar även delar av sex närbelägna shehia i det omgivande distriktet Arumeru och hade totalt 338 884 invånare 2002 på en yta av lite över 100 km².

## Klimat
Arusha har tropiskt klimat.
|                                            | Jan | Feb | Mar | Apr | Maj | Jun | Jul | Aug | Sep | Okt | Nov | Dec |
| ------------------------------------------ | --- | --- | --- | --- | --- | --- | --- | --- | --- | --- | --- | --- |
| Normaldygnets maximitemperaturs medelvärde | 29  | 31  | 31  | 29  | 28  | 27  | 26  | 27  | 29  | 30  | 28  | 27  |
| Normaldygnets minimitemperaturs medelvärde | 17  | 17  | 18  | 18  | 16  | 14  | 13  | 13  | 14  | 16  | 17  | 17  |
|                                            |     |     |     |     |     |     |     |     |     |     |     |     |
| Nederbörd                                  | 41  | 29  | 84  | 119 | 27  | 2   | 2   | 2   | 2   | 27  | 169 | 117 |

| Diagram | temperaturer i °C • månadsnederbörd i mm | temperaturer i °C • månadsnederbörd i mm | temperaturer i °C • månadsnederbörd i mm | temperaturer i °C • månadsnederbörd i mm | temperaturer i °C • månadsnederbörd i mm | temperaturer i °C • månadsnederbörd i mm | temperaturer i °C • månadsnederbörd i mm | temperaturer i °C • månadsnederbörd i mm | temperaturer i °C • månadsnederbörd i mm | temperaturer i °C • månadsnederbörd i mm | temperaturer i °C • månadsnederbörd i mm | temperaturer i °C • månadsnederbörd i mm |
|         | 41 29 17                                 | 29 31 17                                 | 84 31 18                                 | 119 29 18                                | 27 28 16                                 | 2 27 14                                  | 2 26 13                                  | 2 27 13                                  | 2 29 14                                  | 27 30 16                                 | 169 28 17                                | 117 27 17                                |